# 天津大学福州国际联合学院
天津大学福州国际联合学院是天津大学的一个直属单位。2018年12月，天津大学与福州市人民政府、福建省教育厅签订协议拟共建的分校区，位于福州市长乐区，为天津大学下属的非独立法人资格的非营利性教育机构，将设立若干中外合作办学机构。2019年2月，福州市人民政府和天津大学共同在福州市举办独立法人事业单位——天津大学福州国际校区协调服务中心，后更名为天津大学福州国际联合学院。
天津大学—新加坡国立大学福州联合学院是首个项目落户国际校区的项目，专门研究柔性电子和新兴光电子，先进制造、能源材料和催化等领域，培养相关人才，还将接待来自新加坡国立大学的博士生。
根据2019年5月20日福州市长乐区发展和改革局发布的《关于天津大学福州校区项目建议书的批复》，天津大学福州国际校区位于滨海新城文武砂街道、古槐镇，总用地面积658731平方米，总建筑面积614198平方米，工程投资预算约60亿，项目建设内容包括：行政办公楼、教学楼、实验楼、图书馆、学生宿舍及食堂等附属设施。
天津大学福州国际校区协调服务中心负责全面推进天津大学福州国际校区筹备工作，该中心为事业单位，但不纳入机构编制核定范围 。 待国际校区获批成立后，协调服务中心自行撤销。
2019年8月31日，天津大学福州国际校区一期工程举行动工仪式。
教育部于2022年3月批准了天津大学与新加坡国立大学在福州开展三个硕士研究生中外合作办学项目。项目为二年制双学位项目，立足於天津大学和新加坡国立大学两校优势学科集群，在化工、化学、物理方向开展招生。项目已于今年6月启动招生工作，首届学生将于在2023年入学。
2023年9月，首批学生入学。